# 흐르른다
《흐르른다》는 2011년에 발표된 조이엄의 데뷔 앨범이다.

## 수록곡
1. 흐르른다
2. 의정부
3. 그림자
4. 그저 걸어가네
5. 숯검댕이
6. 그 어떤 사랑도 꿈꾸지 말아요
7. Rain Song
8. 그다지 와 닿지는 않지만
9. Second Song
10. Inside Out
11. 숯검댕이 (Radio Edit)
12. Second Song (Radio Edit)